# Golelleres
Golelleres és un paratge del terme municipal de Conca de Dalt, a l'antic terme de Toralla i Serradell, al Pallars Jussà, en territori del poble de Rivert.
Està situat al sud-oest del poble de Rivert, a migdia del Serrat del Gargallar, al nord de la Solana de la Foradada i a ponent de Tresdós.